# هرمز فامیلی
هرمز فامیلی (متولد ۱۳۲۱ در گرمسار) پژوهشگر ایرانی و استادیار گروه سازهٔ دانشگاه علم و صنعت ایران است. او دانش‌آموختهٔ دانشگاه میشیگان است و مدتی رئیس انجمن بتن ایران بود.
فامیلی برای ترجمه کتاب بتن‌شناسی (خواص بتن) برگزیدهٔ هشتمین دورهٔ کتاب سال ایران شد. هرمز فامیلی چهاردوره از سال 1393 الی 1396 ریاست کنفرانس مدیریت ساخت و پروژه بر عهده داشت.